# 谷底ライオン
『谷底ライオン』（たにぞこライオン）は、中川いさみによる日本の漫画作品。『週刊コミックバンチ』（新潮社）にて2008年51号から2009年26号まで連載。
谷底に落とされたまま這い上がれない駄目なライオンのギャグ漫画。